# Вега (объективы)
Ве́га — семейство советских универсальных объективов, пригодных в качестве нормальных или портретных. Представляют собой просветлённые светосильные пятилинзовые анастигматы, выпускавшиеся в качестве штатного объектива для фотоаппаратов и кинокамер, а также для фотоувеличителей.

## Объективы «Вега» разных типов
Точные значения фокусных расстояний не всегда совпадают с указанными на оправе округлёнными цифрами и приводятся из каталога разработчика объективов ГОИ им. Вавилова. Жирным шрифтом выделены объективы «Вега» для фотоувеличителей.
| Модель    | Соединение               | Фокусное расстояние | Светосила | Угловое поле/формат |
| --------- | ------------------------ | ------------------- | --------- | ------------------- |
| Вега-М1   | М24×1                    | 35 мм               | ƒ/2,8     | 40°                 |
| Вега-1    | М39×1                    | 52 мм               | ƒ/2,8     | 44°50'              |
| Вега-2    | Байонет В                | 86 мм               | ƒ/2,8     | 49°                 |
| Вега-3Ц   | Байонет Ц                | 52 мм               | ƒ/2,8     | 45°                 |
| Вега-5У   | М39×1                    | 105,64 мм           | ƒ/4,0     | 6×9 см              |
| Вега-6У   | М39×1                    | 75,7 мм             | ƒ/4,0     | 6×6 см              |
| Вега-7    | Красногорский байонет, C | 20,2 мм             | ƒ/2,0     | 35°                 |
| Вега-9    | Красногорский байонет    | 50,06 мм            | ƒ/2,1     | 14°40'              |
| Вега-11У  | М39×1                    | 54,12 мм            | ƒ/2,8     | 24×36 мм            |
| Вега-12   | Байонет Б, Байонет В     | 90,7 мм             | ƒ/2,8     | 47°                 |
| Вега-13   | М42×1, Байонет F, K      | 100 мм              | ƒ/2,8     | 24°                 |
| Вега-21   | Байонет К-А              | 85 мм               | ƒ/2,0     | 28°                 |
| Вега-22УЦ | —                        | 103 мм              | ƒ/5,6     | 6×9 см              |
| Вега-23   |                          | 150 мм              | ƒ/3,5     | 33°                 |
| Вега-24   |                          | 210 мм              | ƒ/4,0     | 25°                 |
| Вега-28   | Байонет Б, Байонет В     | 120 мм              | ƒ/2,8     | 41°                 |
| Вега-29У  | —                        | 50 мм               | ƒ/2,8     | 24×36 мм            |
| Вега-30У  | М39×1                    | 80 мм               | ƒ/4,0     | 6×7 см              |